# Lewis Addison Armistead
Lewis Addison Armistead (New Bern, 18 febbraio 1817 – Gettysburg, 5 luglio 1863) è stato un militare statunitense.
Iniziò la sua carriera militare nell'esercito degli Stati Uniti d'America, per dimettersi all'atto della secessione degli Stati del sud, che costituirono gli Stati Confederati d'America. Da buon virginiano si arruolò nell'esercito confederato di cui divenne successivamente generale di brigata. Durante la guerra civile si distinse in numerose battaglie, tra cui quella di Gettysburg dove partecipò alla disperata carica della divisione Pickett che gli costò la vita.

## Biografia
Noto agli amici con l'abbreviativo di "Lo" (per Lotario), nacque nella casa del bisnonno John Wright Stanly, a New Bern, Carolina del Nord, figlio di Keith Walker ed Elizabeth Armistead Stanly. La famiglia per parte paterna era originaria della Germania, dove i suoi antenati si chiamavano originariamente Armstädt Il nome Armistead divenne ben presto molto conosciuto negli ambienti militari statunitensi, perché la sua famiglia era in Virginia sin dall'inizio del periodo coloniale.
Il nonno di Armistead, John Wright Stanly, era un membro del Congresso e lo zio, Edward Stanly, aveva prestato servizio come governatore militare della parte orientale della Carolina del Nord durante la guerra civile. Suo zio era il maggiore George Armistead, comandante di Fort McHenry a Baltimora, nel Maryland. Sotto il suo comando il forte resistette con successo ad un bombardamento navale inglese durante la guerra del 1812, ed il fatto aveva ispirato le parole per l'inno "Star Spangled Banner". Suo padre, Walker Armistead, e i suoi cinque fratelli avevano tutti prestato servizio militare durante la guerra contro la Gran Bretagna del 1812.

### L'inizio della carriera militare
Entrò giovanissimo presso l'United States Military Academy di West Point, ma dovette dimettersi in seguito ad un fatto increscioso: ruppe un piatto in testa a un suo compagno, il cadetto Jubal A. Early. Secondo alcuni storici le sue dimissioni vennero originate dalle difficoltà incontrate negli studi, in quanto il giovane Armistead andava male in francese (materia che in quel periodo generava difficoltà in molti altri cadetti di West Point), e ciò fu la vera ragione per cui lasciò l'Accademia. L'influenza di suo padre riuscì a fargli ottenere dall'apposita Commissione militare il grado di sottotenente del 6º Reggimento di fanteria, il 10 luglio 1839. In quel momento i suoi compagni di corso a West Point si stavano diplomando. Promosso tenente il 30 marzo 1844, nello stesso anno si sposò con Cecelia Lee Love, una lontana cugina del futuro generale Robert Edward Lee, e la coppia ebbe due figli, Keith Walker Armistead e Flora Lee Armistead. La sua carriera militare proseguì prestando servizio a Fort Towson (Arkansas) e poi a Fort Washita vicino al confine con l'Oklahoma. Durante la guerra contro il Messico ottenne il brevetto di capitano, distinguendosi negli scontri di Contreras e Churubusco, venendo ferito a Chapultepec, ed ottenendo l'avanzamento al grado di maggiore per le azioni compiute a Molino del Rey e Chapultepec.
Dopo la fine della guerra, nel 1849 fu assegnato al servizio di reclutamento nel Kentucky, ma si ammalò gravemente di erisipela rimanendo fuori servizio per un certo periodo. Nell'aprile del 1850 sua figlia Flora si ammalò e morì a Jefferson Barracks (Missouri). Inviato a Fort Dodge, durante l'inverno dovette portare sua moglie Cecilia a Mobile, Alabama, dove morì il 12 dicembre 1850 per cause sconosciute. Angustiato dalla perdita della figlia e della moglie ritornò a Fort Dodge, ma nel 1852 la casa di famiglia in Virginia si incendiò, con la perdita di quasi tutto ciò che vi era contenuto. Dopo questo fatto nel mese di ottobre si prese un periodo di congedo per andare ad aiutare la sua famiglia a ricostruire la casa, e mentre usufruiva di tale congedo si sposò nuovamente con la vedova Cornelia Taliaferro Jamison ad Alexandria, Virginia, il 17 marzo 1853. Al suo ritorno in servizio entrambi partirono verso l'ovest. La nuova famiglia si spostò di guarnigione in guarnigione, tra il Nebraska, il Missouri e il Kansas. In quel periodo la coppia ebbe un figlio, Lewis B. Armistead, che però decedette il 6 dicembre 1854, venendo sepolto a Jefferson Barracks accanto alla sorella Flora Lee. Il 3 marzo 1853 fu promosso capitano, ma la seconda moglie si spense il 3 agosto 1855 a Fort Riley, Kansas, nel corso di un'epidemia di colera.

### La guerra contro i Mojave del 1858-1859
Tra il 1855 e il 1858 Armistead prestò servizio sullo Smokey Hill River, nell'allora Territorio del Kansas, a Bent's Fort, Pole Creek, sul fiume Laramie, e presso il Republican Fork of the Kansas River nel Territorio del Nebraska. Nel 1858 il suo 6º Reggimento di fanteria fu inviato come rinforzo nello Utah, nel periodo immediatamente successivo alla guerra dei Mormoni. Non essendo più richiesto la sua presenza fu inviato in California con l'intenzione di trasferirlo successivamente nell'allora Territorio di Washington. Tuttavia un attacco della tribù Mohave contro alcuni civili, avvenuto sulla Beale Wagon Road, fece sì che il suo reggimento si avventurasse a sud nel deserto, lungo il fiume Colorado, per partecipare alla spedizione punitiva.
Il tenente colonnello William Hoffman, alla testa di una colonna di sei compagnie di fanteria, due di dragoni, e qualche pezzo di artiglieria, risalì il fiume Colorado da Fort Yuma. Il 23 aprile 1859 il colonnello Hoffman dettò le condizioni per un trattato di pace che di fatto assoggettava i capi Mohave, e se essi non avessero cessato le ostilità, desistendo dalla loro opposizione alla creazione di stazioni di posta e strade attraverso il loro paese, e dall'ostacolare il libero transito delle persone, minacciava l'annientamento totale della tribù. Per essere più persuasivo prese in ostaggio alcuni dei capi tribù e membri delle loro famiglie, partendo poi per San Bernardino con sé la maggior parte del corpo di spedizione, mentre un altro distaccamento discese il fiume in battello a vapore o per via terra a fino a Fort Tejon.
Il capitano Armistead venne lasciato di guarnigione, con due compagnie di fanteria e una colonna di artiglieria, presso l'accampamento stabilito sul crocevia di Beale, nella riva orientale del fiume Colorado, denominato Camp Colorado. Armistead di sua iniziativa rinominò la posizione Fort Mojave, ma alla fine del giugno 1859 gli ostaggi Mohave fuggirono da Fort Yuma. Qualche settimana dopo alcuni membri della tribù rubarono in un magazzino di una stazione di posta, posizionata due miglia a sud di Fort Mojave, e attaccarono i civili. Alcuni di essi distrussero delle piante di meloni, coltivati dai soldati vicino al forte. Per rappresaglia questi ultimi spararono a un Mohave che stava lavorando in un giardino. Alla fine, dopo alcune settimane di aggressivo pattugliamento che portò a numerose schermaglie, al comando di una forza di 50 soldati accettò il combattimento contro 200 indiani, riportando solamente tre feriti tra i suoi uomini. Tra i nativi americani si contarono invece ventitré tra morti e feriti, ma le loro perdite furono più pesanti perché molti dei corpi furono rimossi dai membri della tribù prima dell'arrivo dei soldati. In seguito a questa sconfitta i Mohave, da allora in poi, si attennero al trattato di pace firmato in precedenza.

### La guerra civile

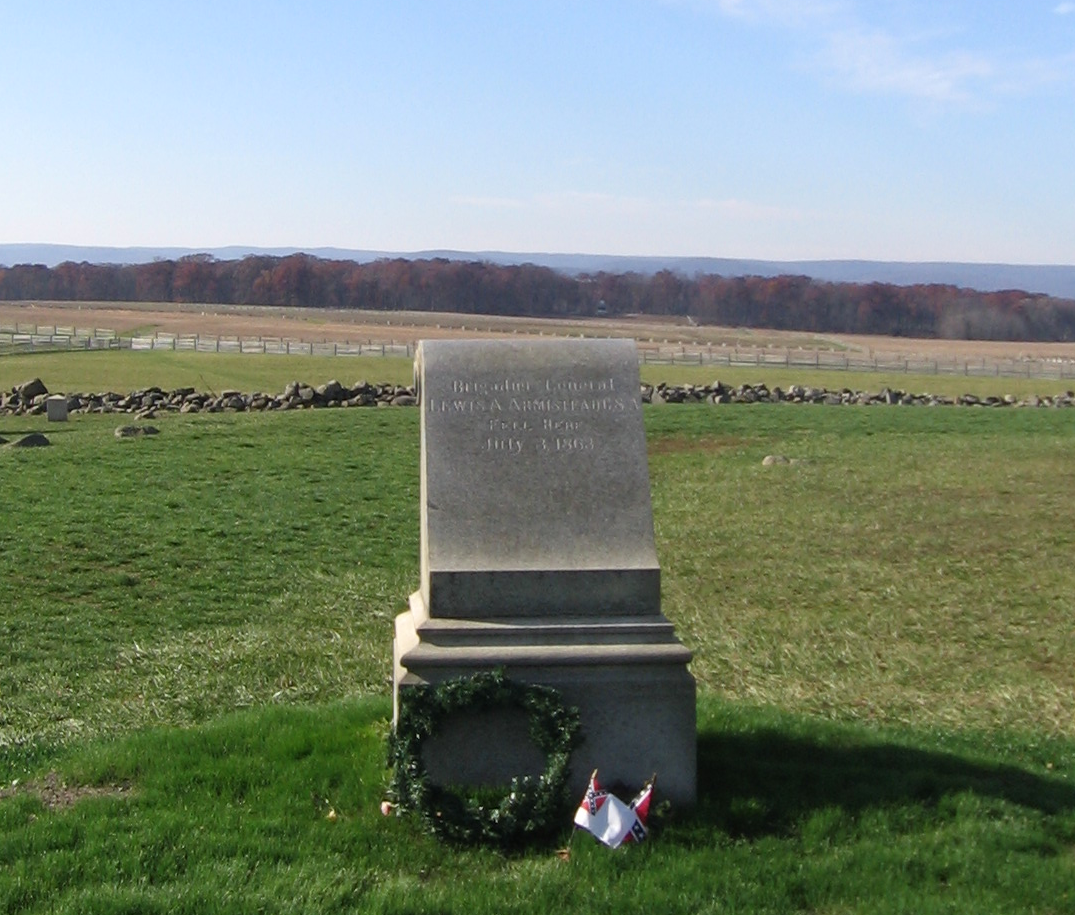
Questo monumento sul campo di battaglia di Gettysburg segna approssimativamente il luogo dove Armistead fu mortalmente ferito. La parete dietro il monumento segna le linee dell'Unione.

Quando iniziò la guerra civile il capitano Armistead era al comando di una piccola guarnigione presso il deposito di New San Diego, e in quel periodo strinse una sincera amicizia con Winfield Scott Hancock, servendo sotto di lui come quartiermastro a Los Angeles, (California), prima dello scoppio della guerra. Alcune fonti riferiscono che in una festa d'addio prima di partire per raggiungere l'esercito confederato, Armistead abbia detto ad Hancock: Goodbye; you can never know what this has cost me.
Poco dopo partì dalla California per raggiungere il Texas, alla testa dei Los Angeles Mounted Rifles, venendo promosso maggiore durante il viaggio verso est, per poi divenire rapidamente colonnello del 57º Reggimento di fanteria della Virginia. Prestò inizialmente servizio nella parte occidentale della Virginia, ma ben presto tornò a est al seguito dell'Armata della Virginia Settentrionale combattendo come comandante di brigata durante la battaglia dei Seven Pines, e agli ordini del generale Robert Edward Lee durante quella dei Sette Giorni e alla seconda battaglia di Bull Run. Ad Antietam servì Lee come comandante della polizia militare (provost marshal): un lavoro frustrante a causa degli elevati livelli di diserzione che affliggevano l'esercito confederato durante quella campagna. Passò poi come secondo in comando nella divisione del maggior generale George Edward Pickett durante la battaglia di Fredericksburg. Tale unità apparteneva al I Corpo d'armata del tenente generale James Longstreet, acquartierato vicino a Norfolk nella primavera del 1863, che non aveva partecipato alla battaglia di Chancellorsville.
Durante i tre giorni della battaglia di Gettysburg la sua brigata arrivò in linea la sera del 2 luglio 1863. Armistead fu ferito a morte il giorno seguente mentre conduceva a piedi la sua brigata verso il centro della linea unionista durante la cosiddetta carica di Pickett. Il generale guidò la sua brigata al fronte, agitando il cappello dalla punta della sciabola, raggiungendo il muro di pietra ad "Angolo" che serviva come punto di riferimento per i reparti confederati. Durante l'attacco la sua brigata raggiunse il punto più lontano mai toccato a nord da un reparto confederato, evento che fu conosciuto come l'High Water Mark of the Confederacy, ma fu rapidamente sopraffatta da un contrattacco unionista. Colpito tre volte subito dopo aver attraversato il muro, rimase gravemente ferito e fu il capitano unionista Henry H. Bingham a ricevere i suoi effetti personali e a portare la notizia al maggiore generale Winfield Scott Hancock, suo amico da prima della guerra.
Le ferite riportate dal generale non sembravano mortali, essendo stato colpito al braccio e sotto il ginocchio, e secondo il chirurgo che lo visitò nessuna di esse aveva causato danni a ossa, arterie o nervi. Trasferito in un ospedale da campo presso la fattoria di Henry Spangler decedette due giorni dopo. Il capo chirurgo dottor Daniel Brinton si aspettava che Armistead sopravvivesse perché aveva diagnosticato le due ferite da proiettile come non di carattere serio. Nel successivo referto stilato dopo la morte scrisse: "was not from his wounds directly, but from secondary fever and prostration.
Il corpo fu sepolto accanto a suo zio, il tenente colonnello George Armistead, comandante della guarnigione di Fort McHenry durante la Battaglia di Baltimora, presso l'Old Saint Paul's Cemetery di Baltimora, nel Maryland.

### Nei media popolari
Nel film Gettysburg, versione cinematografica del romanzo The Killer Angels dello scrittore Michael Shaara, la figura del generale Armistead è stata interpretata dall'attore Richard Jordan, che purtroppo morì poco dopo la fine delle riprese. Nel film l'incontro tra Armistead e Bingham presso l'High Water Mark è stato modificato, raffigurandolo con quello del tenente Thomas Chamberlain (interpretato dall'attore C. Thomas Howell), fratello del colonnello Lawrence J. Chamberlain, inoltre, nel film, Armistead viene colpito al petto.
Nel successivo film Gods and Generals, sorta di prequel, fu l'attore John Prosky ad interpretare Armistead in un'apparizione speciale, accompagnando Pickett a Fredericksburg. Armistead è anche un personaggio del romanzo di storia alternativa Gettysburg scritto da Newt Gingrich e William Forstchen.

### Periodici
- (EN) Robert Krick, Gary W. Gallagher (a cura di), Armistead and Garnett: The Parallel Lives of Two Virginia Soldiers, in The Third Day at Gettysburg & Beyond, Chapel Hill, University of North Carolina Press, 1998, SBN 0-8078-4753-4.